# أوير مابيل
أوير مابيل (بالإنجليزية: Awer Mabil) (15 سبتمبر 1995 في كينيا - ) هو لاعب كرة قدم أسترالي في مركز الوسط. لعب مع كاميبل تاون سيتي أفسي ونادي أديلايد يونايتد ونادي ميتييلاند.

## روابط خارجية
- أوير مابيل على موقع اتحاد تركيا (لاعب) (الإنجليزية)
- أوير مابيل على موقع قاعدة بيانات كرة القدم.إي يو (الإنجليزية)
- أوير مابيل على موقع ليكيب (الفرنسية)
- أوير مابيل على موقع ناشيونال فوتبول تيمز (الإنجليزية)
- أوير مابيل على موقع Soccerway.com (الإنجليزية)
- أوير مابيل على موقع عالم كرة القدم.نت (الإنجليزية)
- أوير مابيل على موقع AS.com (الإسبانية)